# Fåfängans fyrverkeri (film)
Fåfängans fyrverkeri (engelska: The Bonfire of the Vanities) är en amerikansk satirisk dramakomedi från 1990 i regi av Brian De Palma.
Filmen bygger på Tom Wolfes roman med samma namn.

## Handling
En Wall Street-mäklare får sitt liv skärskådat av pressen sedan hans älskarinna kört på en tonåring.

## Rollista i urval
- Tom Hanks - Sherman McCoy
- Bruce Willis - Peter Fallow
- Melanie Griffith - Maria Ruskin
- Kim Cattrall - Judy McCoy
- Morgan Freeman - domare White
- Saul Rubinek - Jed Kramer
- F. Murray Abraham - åklagare Weiss (ej krediterad)
- John Hancock - kyrkoherde Bacon
- Kevin Dunn - Tom Killian
- Clifton James - Albert Fox
- Beth Broderick - Caroline Heftshank
- Robert Stephens - sir Gerald Moore
- Rita Wilson - PR-kvinnan